# Rolex
A Rolex svájci, genfi székhelyű, független, luxusórákat gyártó cég. Évente több, mint egymillió karórát gyártanak.
A Rolex a világ egyik legismertebb óramárkája, mechanikus karórákat gyárt a luxusszegmensben és – második márkájához, a Tudorhoz hasonlóan – 100%-ban Hans Wilsdorf Alapítvány tulajdonában áll. Az 1913-ban Bielben (Svájc) alapított Manufacture  des  Montres  Rolex  S.A. és a genfi székhelyű Rolex SA egyesüléséből jött létre 2004-ben a jelenlegi vállalatcsoport.

## A vállalat története

### Első óragyártás Londonban (1905)

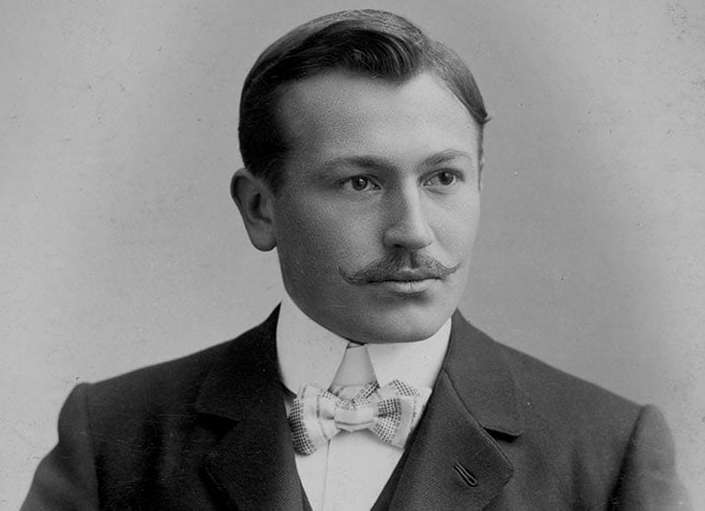
Hans Wilsdorf

A Rolexet a német Hans Wilsdorf alapította. Amikor Wilsdorf 1893-ban, tizenkét éves korában árvaságra jutott, Coburgba került bentlakásos iskolába. Az internátusban Wilsdorf megismerkedett egy svájci fiatalemberrel, akinek közvetítésével 19 évesen La Chaux-de-Fondsba utazott, hogy Cuno Kourten óraexport vállalkozásában idegen nyelvű kereskedelmi képviselőként dolgozzon. Kourtennél Wilsdorf zsebórákat rendelt órásmesterektől, és azokat a neuchâteli csillagvizsgálóban teszteltette. A bevizsgált órák pontossági tanúsítványt kaptak, majd Wilsdorf Nagy-Britanniába exportálta őket. 1903-ban Hans Wilsdorf maga is úgy döntött, hogy kivándorol az Egyesült Királyságba, hogy sógorával, Alfred Davisszel saját vállalkozásba kezdjen. Együtt alapították meg 1905-ben közös cégüket Londonban. A Wilsdorf & Davis rozsdamentes acél tokokat és számlapokat gyártott, a mechanikus szerkezeteket pedig a svájci Jean Aegler bieli óraszerkezet-gyártótól importálta. A tokokat és a szerkezeteket ezután Londonban szerelték össze, hogy eredeti svájci óraként kínálhassák őket. Wilsdorf jóval versenytársai előtt felismerte a karórák jövedelmező piacát, amelyek az 1920-as évek elejéig nem voltak nagyon elterjedtek és amelyeket főként nők viseltek, mint egyszerű ékszer-kiegészítőket. Abban az időben a férfiak főként zsebórákat hordtak. Általános vélekedés volt továbbá, hogy a kisebb karórákhoz nem léteznek óraszerkezetek. Hermann Aegler az Aegler óraműgyártótól biztosította régi barátját és üzlettársát, Hans Wilsdorfot, hogy tud megfelelően kis óraszerkezeteket szállítani.

### Elnevezés (1908)
Az 1900-as évek elején a legtöbb zsebórát a gyártó neve nélkül gyártották a számlapon. Ez az akkoriban elterjedt gyakorlat óriási kihívás elé állította a fiatal Wilsdorf & Davis céget, amikor az órák népszerűsítéséről volt szó. Hans Wilsdorf a következőket nyilatkozta a névadási folyamatról:

„Az akadályok eleinte leküzdhetetlennek tűntek, de tudtam, hogy nem lesz jövőnk,  ha nem sikerül az óránkat a saját neve alatt népszerűsíteni. Az első lépés maga a név kiválasztása volt. Markánsnak kell lennie és rövidnek, hogy még elég hely maradjon a számlapon. De ami különösen értékes, hogy a ROLEX jól hangzik, könnyen megjegyezhető, és minden európai nyelven ugyanúgy ejtik ki.”

– Hans Wilsdorf

Hermann Aegler és Wilsdorf között vita alakult ki, hogy milyen elnevezés kerüljön a számlapra. Aegler úgy vélte, hogy az ő vállalata a Jean Aegler készíti magát az óraszerkezetet, a Wilsdorf & Davis pedig a tok- és számlapgyártást, illetve az összeszerelést végzi, ezért Aegler márkanévvel kellene gyártani az órákat. Végül Wilsdorf álláspontja győzött, 1908. július 2-án 24.001-es szám alatt hivatalos védjegyként bejegyeztette a ROLEX nevet a londoni Szabadalmi és Védjegyhivatalnál, így jött létre a Rolex, mint márkanév.
A Rolex szó etimológiai eredetét nem sikerült tudományosan tisztázni. A történészek és az óragyűjtők nem értenek egyet a Rolex név eredetét és jelentését illetően. A gyakran keringő feltételezés, miszerint a Rolex név az angol „rolling export” szavak rövidítése nem bizonyított. A Wilsdorf & Davis volt az egyik első óragyártó, aki márkanevet nyomtatott a számlapra. Ezt a márkanév bevezetést nagyon óvatosan hajtották végre, még 1918-ban is volt, hogy Rolex felirat nélkül árultak karórákat.
Wilsdorf visszaemlékezései szerint hosszú folyamat volt, amire megtalálta a megfelelő elnevezést:

„Megpróbáltam  az  ábécé  betűit  minden  irányban kombinálni – azzal az eredménnyel, hogy egy idő után több száz név állt a rendelkezésemre, de  egyikükkel sem voltam igazán  elégedett. Egy reggel a londoni Cheapside-on közlekedő lovas omnibusz  felső fedélzetén ültem, amikor egy jó szellem odasúgta nekem: ROLEX”

– Hans Wilsdorf, 1958. július 2.

### Bielben (1913) és Genfben (1920) alapított vállalatok
Az első világháború idején a magas importvámok elkerülése érdekében Wilsdorf 1915-ben a vállalat teljes központját Londonból Bielbe helyezte át. Mivel a háború miatt a fontos külföldi értékesítési piacok összeomlottak, Wilsdorf ebben az időben arra összpontosított, hogy a Rolexet mint új, fiatal márkát megalapozza Svájcban. A vállalat áthelyezése a háború alatt a tervezettnél nagyobb kihívást jelentett és időigényesebb volt. A Manufacture des Montres Rolex S.A.-t 1913. szeptember 26-án jegyezték be Bielben a cégjegyzékbe azóta a mechanikus Rolex szerkezetek gyártása itt folyik. 1920. február 17-én[18] Wilsdorf bejegyeztette óraipari vállalatát a genfi kereskedelmi nyilvántartásba Montres Rolex SA néven, CH-660.0.012.920-4 számmal. Ebben az időben Wilsdorf volt a Rolex egyedüli tulajdonosa és felelős a Rolex irányításáért.
A következő évtizedekben a Rolex Biel és a Rolex Genf két jogilag független vállalat volt, amelyek szerződéses szinten szorosan összefonódtak. 2004-ben a két vállalat jogilag egyesült, és azóta az óracsoport központja Genfben van. Az óraszerkezeteket továbbra is Bielben gyártják.

### Marketing siker (1927)
1926-ban a Rolex Oyster néven mutatta be a világ első szabadalmaztatott vízálló óráját. Az Oyster (osztriga) nevet azért kapta a modell, mert Wilsdorf utalni akart rá, hogy az osztriga kinyitásához is ugyanúgy speciális eszközök szükségesek, akárcsak a óratok felnyitásához, ezenkívül zárt állapotban az osztriga gyakorlatilag teljesen hermetikus, így lehetséges, hogy vízen kívül akár két hétig is tovább él, anélkül, hogy kiszáradna. A Rolex tokformája a mai napig ezt a nevet viseli. 1927. október 7-én Mercedes Gleitze londoni titkárnő lett az első angol nő, aki átúszta a La Manche-csatornát. Wilsdorf felismerte a lehetőséget, hogy új óráját megismertesse a nagyközönséggel. Adott Gleitzenek egy Oyster órát azzal a feltétellel, hogy viselje azt a Csatorna átúszása során, és így az egész világ számára bizonyítsa találmánya kiemelkedő technikai minőségét. Gleitze beleegyezett. A Rolex Oyster, amelyet Gleitze úszás közben a nyakában viselt, gond nélkül túlélte a sós víz hatását, és több, mint tíz óra hideg vízben töltött idő után is pontosan járt. Hans Wilsdorf számára Mercedes Gleitze Csatorna-átkelése szenzációs reklámsikert jelentett. Egy hónappal később egész oldalas hirdetést adott fel az angol Daily Mail újságban. A „The Wonder Watch that Defies the Elements” („a csodaóra, amely dacol az elemekkel”) reklámszlogen 1927 novemberében tette világhírűvé a Rolex márkát.

### Az automata önfelhúzós szerkezet feltalálása (1931)
1931-ben a Rolex épített először önfelhúzós – perpetuál – szerkezetet a vízálló Oyster karórába, és azt világszerte szabadalmaztatta. Az óratok 1930-as évektől kezdve alkalmazott hordó-szerű kialakítása azóta is nagyrészt változatlan maradt.

### A Tudor mint testvérmárka (1936)

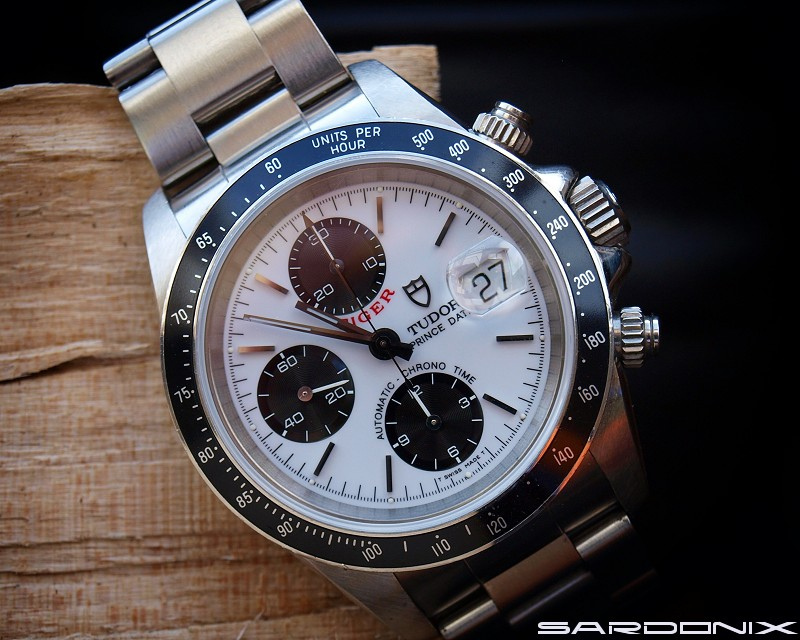
Tudor Tiger Prince Date

1926-ban Philippe Hüther svájci óragyártó Colombierben megalapította a Tudor márkát. 1936-ban a Rolex alapítója, Hans Wilsdorf megvásárolta Philippe Hüthertől a Tudor teljes márkajogát. Wilsdorfnak az volt az ötlete, hogy a Rolex mellett egy új, alacsonyabb árfekvésű testvérmárkát hozzon létre.

„Már évek óta gondolkodtam egy olyan karóra gyártásán, amelyet a szakkereskedőink a Rolexnél
alacsonyabb áron tudnának értékesíteni, de ugyanolyan megbízható. Most úgy döntöttem, hogy kifejezetten egy ilyen óra gyártására és forgalmazására alapítok egy céget, amelynek a neve Montres Tudor SA.”

– Hans Wilsdorf

A Tudor mind a női, mind a férfi kollekciókra egyaránt szakosodott. A Rolex átvette a technikai és funkcionális jellemzők garanciáját, illetve a forgalmazásért és a világméretű ügyfélszolgálatért is felelt. A Tudor márka saját gyártású szerkezetei mellett az ETA SA-tól vásárolt szerkezeteket is használ.

### A második világháborúban (1939-1945)

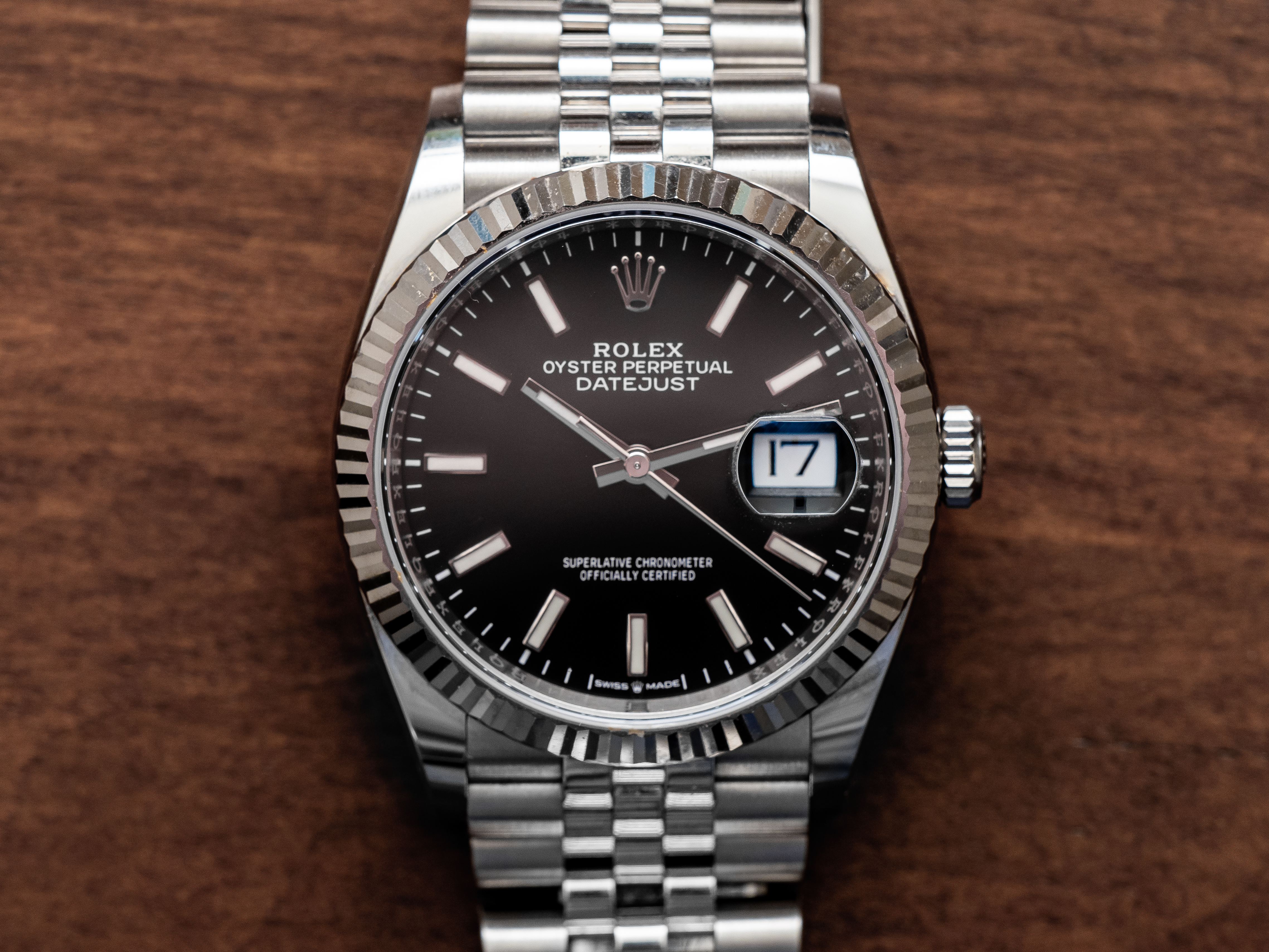
Rolex Oyster Perpetual Datejust, a küklopsz csak 1953 óta van a Datejust modelleken

Amikor kiderült, hogy a második világháború alatt számos német tiszt Rolex órákat vett el brit hadifoglyoktól, Hans Wilsdorf utasítást adott ki a kereskedői hálózatának, hogy minden brit katonának, aki Rolex órát akar venni, mielőtt háborúba megy, csak akkor kell kifizetnie az órát, amikor a háborúból hazatér vele.
1945-ben kiadták a Rolex Oyster Perpetual Datejust modellt, ami a világ első vízálló, automata karórája volt kronométer funkcióval, ezen kívül a számlapon egy kis ablakban lehet leolvasni a dátumot. Az 1945-ös év, a gyártó 40 éves jubileuma volt. Az új Datejust modellhez egy új – két szélén szálcsiszolt, középen pedig a három polírozott szemmel szerelt –  fémszíjat kínáltak, ami a jubileumra utaló Jubilee nevet kapta. Ez a jellegzetes, ötsoros szíj azóta is kapható.
1945-ben Wilsdorf létrehozta a Hans Wilsdorf Alapítványt.

### Modellfejlesztések (1950-es évek)

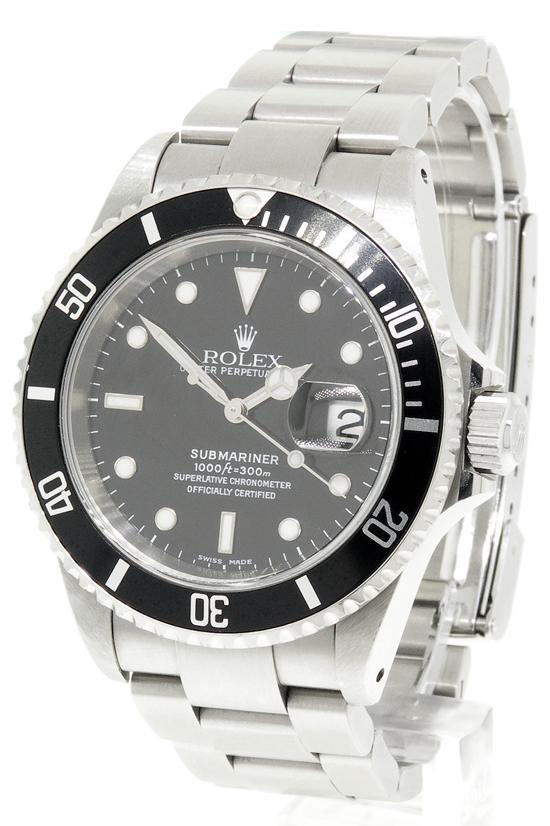
Rolex Submariner

1953-ban mutatták be először a Submarinert, a világ első búváróráját, amelyet ma már az összes búváróra ősének tartanak. A Triplock hármas tömítési rendszernek köszönhetően a 6204-es referenciaszámú Submariner elérte a 100 méteres vízállóságot. Ma a Submariner vízállósága 30 bar, ami egy feltételezett 300 méteres vízoszlop nyomásának felel meg. Minden búvárórát a garantált vízállóságnál 25 százalékkal mélyebbre tesztelnek. Az ebbe a csoportba tartozó órák például szabad merülésre is alkalmasak.
Egy másik fontos búváróra, amelyet a Submarinerből fejlesztettek ki 1971-ben, a Sea Dweller modell, amely héliumszeleppel rendelkezett a mélytengeri búvárok számára és 610 méterig volt vízálló.
A Csomolungma 1953-as első megmászására a Rolex kifejlesztette az Explorer óra modellt, amely akár 70 Celsius-fokos hőmérséklet-különbségnek is ellenállt – ilyen karórát viselt mászás közben Sir Edmund Hillary és Tendzing Norgaj.
1954-ben az amerikai Pan Am légitársaság megbízta a Rolexet, hogy tervezzen egy olyan időmérőt, amely egy második időzóna idejét is meg tudja jeleníti. Ennek hátterében az áll, hogy transzatlanti járatokon a repülőgépek több időzónán is áthaladtak és szükséges volt a hajózó személyzet számára, hogy mind a helyi időzóna ideje, mind a greenwichi középidő (GMT) rendelkezésre álljon. A Rolex innovatív megoldásként egy negyedik mutatóval is ellátta a GMT-Mastert. Ez a negyedik mutató 24 órán belül körbefordul a számlapon, és egy forgatható lünettán mutatja a második zóna idejét, amely a felső részen kék, az alsó részen pedig piros színben jelenik meg.
1953. szeptember 30-án a Rolex először végzett óratesztet a mélytengerben. A Rolex egy speciálisan erre a célra tervezett búvárórát erősített a Trieste batiszkáf külső falához. A búváróra rekord mélységben, 3150 méteren is működőképes maradt. A Trieste fedélzetén volt Auguste Piccard mélytengeri felfedező és fia, Jacques Piccard.

### Hans Wilsdorf halála (1960)

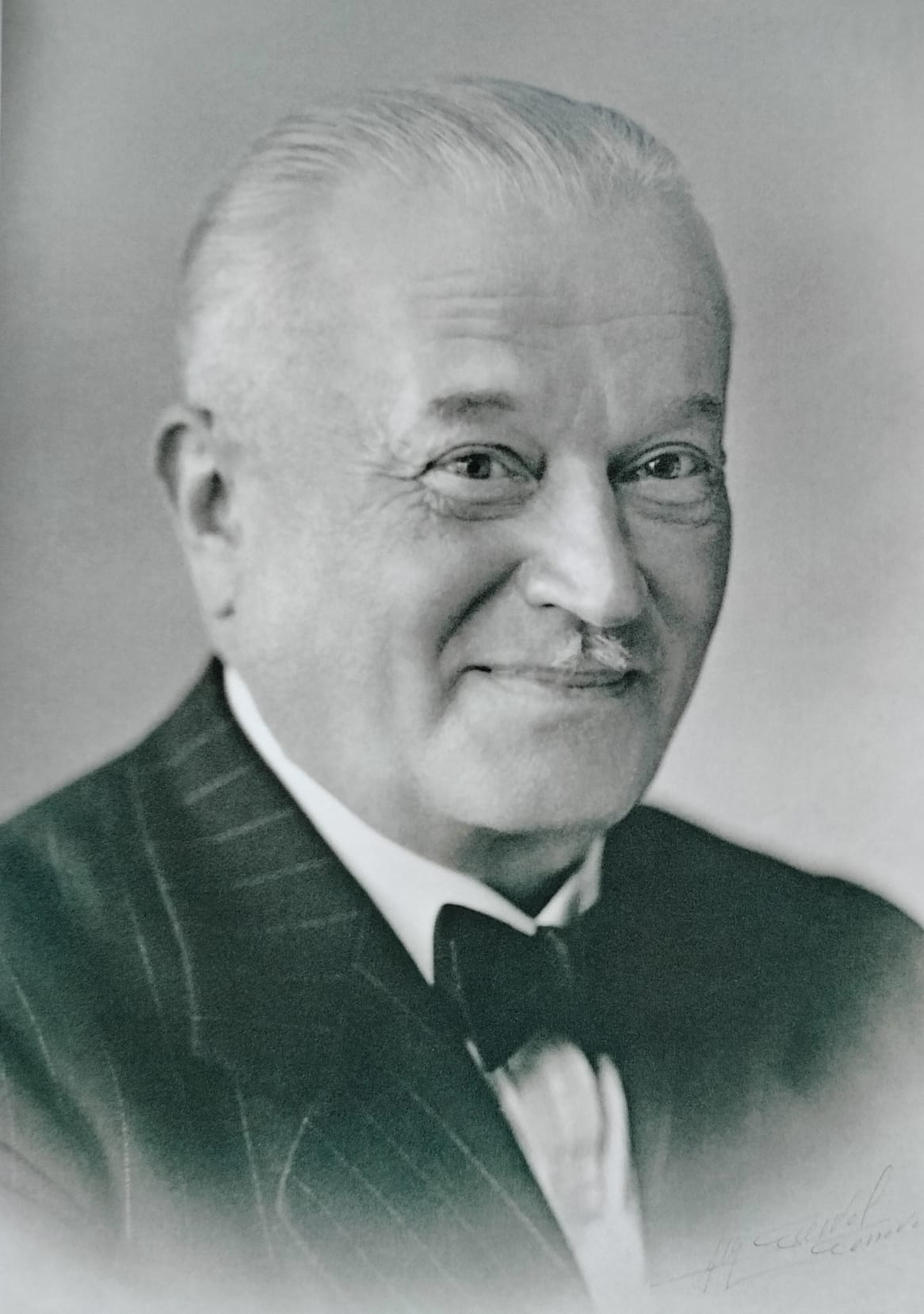
Hans Wilsdorf

1959. szeptember 19-én Wilsdorf megtartotta első és egyben egyetlen televízió-interjúját.
Hans Wilsdorf 1960. július 6-án, 79 éves korában halt meg nyári rezidenciáján, a genfi Escale-Fleurie villában. Wilsdorf kétszer volt házas, gyermeke nem született. Wilsdorf az akkori vagyonát és a ROLEX SA 100 százalékos tulajdonjogát a Hans Wilsdorf Alapítványra hagyta. Ez az alapítvány azóta – a svájci polgári törvénykönyv értelmében – a svájci alapítványi jog hatálya alá került. Ma a Wilsdorf Alapítvány a ROLEX SA kizárólagos tulajdonosa.
Wilsdorf második felesége, Bertha „Betty” Wilsdorf-Mettler 1989-ben halt meg.

### Verseny a Seikóval (1960-as évek)

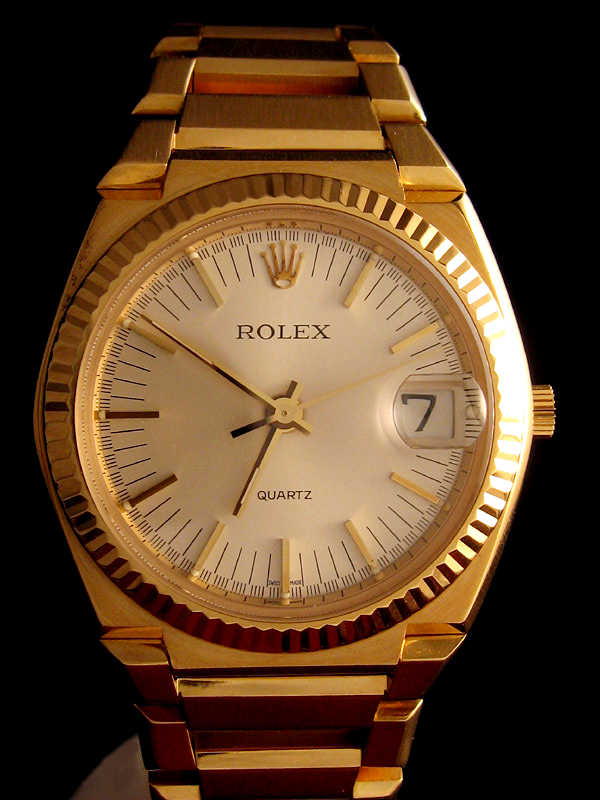
Rolex Datejust Quartz 5100

Az 1960-as években a Rolex versenyben volt a japán Seiko órakonszernnel az első kvarc karóra gyártásáért. A japánok nyerték a versenyt, és 1969 decemberében bemutatták a világ első sorozatgyártásra kész kvarc karóráját, a Seiko Quartz Astron 35SQ-t a világ nagyközönségének. 1970 áprilisában mutatták be az 5100 referenciaszámú Rolex Datejust Quartz 5100-et – ez volt a Rolex első kvarc karórája. A szerkezet előre meghatározott formája miatt a Rolex már nem használhatott Oyster tokot, mivel az túl nagy lett volna. Az így készült óra csak sárga- vagy fehérarany kivitelben volt kapható. 900 példányt gyártottak sárgaaranyból és 99-et fehéraranyból, amelyek közül egyik sem viselt sorozatszámot, csak a korlátozási számot. A sorozat előrendelésben még a gyártás megkezdése előtt elfogyott.
A Seiko Astron a megjelenéskor 450 000 jenbe került, ami egy személygépkocsi árának felelt meg, tehát inkább az innovatív megoldása, mintsem az ára jelentette a versenyképességét, azonban a japán óragyártók nagyon hamar drasztikus költség- és árcsökkentést tudtak elérni a gyártásban és a forgalmazásban úgy, hogy mellette rendkívül magas minőségben készítették az órákat. A svájci óraipar nem tudta lereagálni ezeket a piaci változásokat, több évtizedre rendkívül nehéz helyzetbe kerültek a svájci gyártók – ezt az időszakot kvarcválság néven ismerjük.

### A Rolex Daytona, mint legenda (1969)

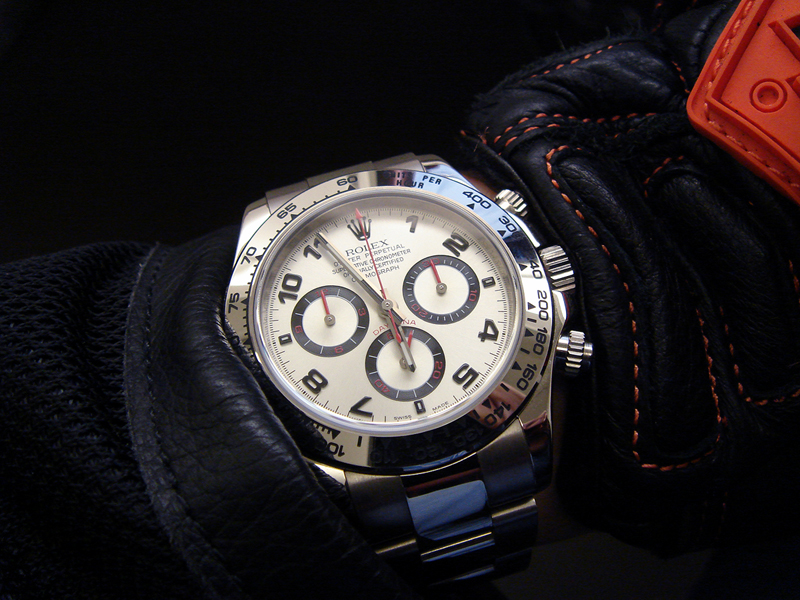
„Panda” számlapos, fehérarany Rolex Daytona

A Rolex alapítója, Hans Wilsdorf korán felismerte az autósportban rejlő marketingpotenciált, és már az 1930-as években szponzorálta Malcolm Campbell angol autóversenyzőt, aki számos világrekordot állított fel. Azóta a motorsport népszerűsítése a Rolex szokásos marketinggyakorlata.
1903 és 1935 között rendszeresen rendeztek motorsportversenyeket a daytonai homokos tengerparton. Daytonában nyolcvan hivatalos rekordot állítottak fel, köztük tizennégy amerikai sebességrekordot. Daytona a „sebesség világfővárosaként” vált ismertté.
1963-ban a Rolex bemutatta az első kronográfot Cosmograph Daytona néven – utalva az versenysport iránti kötődésre. Kronográfokat ekkor már más óragyártók is gyártották, nem jelentettek különlegességet a piacon. Az 1960-as évek közepén egy Rolex Daytona Svájcban 1400 svájci frank körüli összegbe került. Abban az időben a Daytona modellek iránt alacsony volt a kereslet, a Rolex-kereskedők nem szívesen tartották készleten, mert nehézkes volt az eladása. Olyan népszerűtlen volt, hogy ebben az időben zálogházak hirdetéseket jelentettek meg, hogy Rolex órákat bevennének zálogba – kivéve Daytonát.
Az 1969-es Győzni Indianapolisban című film, amelyben Paul Newman hollywoodi sztár Frank Capua autóversenyzőt alakítja, és egy acél Daytonát visel, tette a Rolex kronográfot világhírűvé és kultikus tárggyá. Különösen az 1960-as évek végéről (1967-1971) származó acél tokkal ellátott modellek érnek el rekordösszegeket, és világszerte keresettek. A Paul Newman Daytonák rendkívül népszerűek az óragyűjtők és az aukciós házak körében. Fő jellemzőjük a plexiüveg mögött elhelyezkedő fehér számlapon fekete segédszámlapok, másodpercmutató fehér nyílheggyel, a Daytona felirat és a percpálya piros színű, fekete tachiméter skálázással a lünettán. Az úgynevezett Paul Newman Daytonákat 100 000 eurótól kínálják az óraárveréseken. Egy Paul Newman magángyűjteményéből származó 6239-es referenciájú Daytonát 2017-ben 17,8 millió dollárért árvereztek el, és akkoriban ez volt a világ legdrágább karórája.

### Rolex órák különleges színei, kialakításai és azok köznyelvi elnevezései

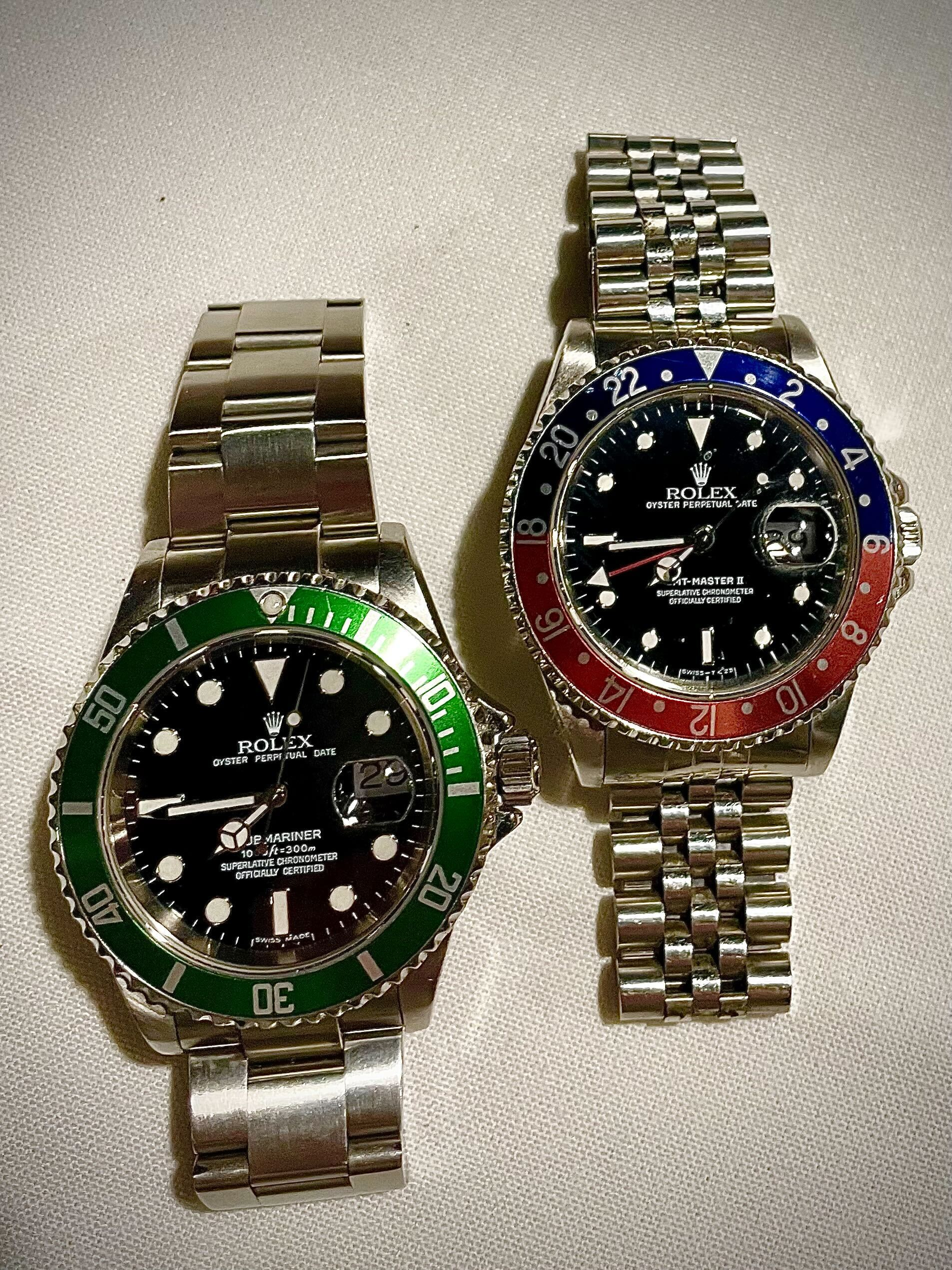
Starbucks (16610LV-es referenciaszámú Submariner zöld kerámia lünettával) és Pepsi (16710-es referenciaszámú GMT-Master II piros-kék lünettával)

A különleges Rolex órákhoz beceneveket kapcsoltak a rajongók – ezek az elnevezések többnyire a színekre, vagy színkombinációkra utalnak. Ezek nem hivatalos, nem a Rolex által adott nevek, illetve gyakran más cégek márkaneveit vagy képregényhősök neveit használják, azonban nincs kooprodukció a Rolex és az adott márkanevek jogtulajdonosai között. Némely színek csak dekorációs célokat szolgálnak, azonban némelyiknek funkciója van, ilyen a GMT-master kétszínű lünettája, ami segít tájékozódni a napszakokat illetően.
A legismertebb Rolex becenevek:
- Batman – GMT-Master II, fekete-kék lünettával[57]
- Batgirl – GMT-Master II, fekete-kék lünettával, gyakorlatilag megegyezik a Batmannel, azonban nem Oyster szíjjal, hanem Jubilee-vel jelent meg. Később mindkét típusú fémszíjjal is árulták[57]
- Bart Simpson – 5513-as referenciaszámú Submariner, a Rolex korona mintázatú logója Bart Simpson frizurájára emlékeztet[57]
- Big Crown – korai Submariner, a szokásosnál nagyobb, 8mm-es koronával[mj 6] rajta „brevet” (szabadalom) felirattal. Sean Connery hordott ilyen modellt a Dr. No című James Bond filmben[57]
- Big Red – első generációs, 6263-as referenciaszámú kézi felhúzós Cosmograph Daytona, a szokásosnál nagyobb méretű piros Daytona felirattal. Nem olyan értékes, mint a Paul Newman Daytona, de a gyűjtők körében nagyon keresett modell[57]
- Bubble – 126000 referenciaszámú Oyster Perpetual, türkiz alapszínű, színes buborékokat tartalmazó számlappal. A számlap hivatalos megnevezése „Celebration Dial”[57]
- Bubbleback – korai Oyster Perpetual, a szerkezet mérete és kialakítása miatt a tokot egy buborékszerű hátlappal lehetett lezárni, erről kapta a nevét[57]
- Buckley – Day-Date vagy Datejust római számos indexekkel ellátott számlappal. John Buckley neves óragyűjtó és kereskedő után kapta a nevet, Buckley különösen szerette a római számlapos órákat.[57]
- Coke – 16710-es referenciaszámú GMT-Master II fekete-piros, a Coca-Cola színeire emlékeztető lünettával[57]
- Emoji – Day-Date színes puzzle mintájú számlappal, a hét napjait megjelenítő ablakban nem a napok neve olvasható, hanem olyan feliratok, mint Gratitude (hála), Faith (hit), Love (szeretet). Puzzle, vagy Emoji Puzzle néven is ismert.[57]
- Fat Lady – 16760-as referenciaszámú GMT-Master II Coke lünettával, a tokja 0,5 mm-rel vastagabb, mint a korábbi tok, mert az új 3085-ös szerkezet nem fért volna bele a régi tokozásba. Sophia Loren néven is ismert, utalva a színésznő vonalaira.[57]
- Green Lantern – jobbkezes, 126720VTNR referenciaszámú GMT-Master II, zöld-fekete lünettával – utalva a Zöld Lámpás ruhájának színeire, Sprite, vagy Destro (olaszul jobbot jelent) néven is ismert.[57]
- Hulk – 116610LV referenciaszámú Submariner, a zöld lünettát és zöld a számlapot Hulk ihlette.[57]
- John Player Special – 6264-es referenciaszámú Daytona tömör aranyból, fekete számlappal, a John Player & Sons dohányipari vállalat színeire emlékeztetve.[57]
- Kermit – 126610-es referenciaszámú Submariner Date, az első Submariner volt, amit zöld lünettával adtak ki. Kermit a Muppet Show zöld békája, Magyarországon Brekiként ismert.[57]
- Khanjar – Day-Date a számlapján az ománi királyi címerrel, ami két keresztben elhelyezett kardból és egy handzsárból áll.[57]
- Paul Newman – Daytona, fehér számlapon fekete segédszámlapok, másodpercmutató fehér nyílheggyel, a Daytona felirat és a percpálya piros színű, tachiméter fekete skálázással a lünettán. Paul Newman viselt ilyen Daytonát a Győzni Indianapolisban című filmben.[57]
- Pepsi – GMT-Master II piros-kék lünettával a Pepsi színeiben. Az eredeti szándék a Rolexnál a Pan-Am légitársaság színeinek megjelenítése volt – az ő felkérésükre fejlesztették a GMT-Mastert.[57]
- Polar – 6550, 16570, 216570, vagy 226570 referenciaszámú Explorer II, hófehér számlappal.[57]
- President – bár a köznyelv a Day-Date-ekre használja ezt a megnevezést, valójában a Rolex a Day-Date-hez fejlesztett tömör nemesfém-szíjat nevezte Presidentnek.[57]
- Root Beer – GMT-Master vagy GMT-Master II aranybarnás árnyalatú vagy kétszínű, fekete-aranybarna lünettával, az A&W Root Beer üdítő dobozának színét idézve.[57]
- Smurf – 116619LB referenciaszámú kék, vagy fekete számlapos Submariner a Hupikék törpikékre emlékeztető kék lunettával.[57]
- Starbucks – 122610LV refenciaszámú Submariner zöld kerámia lünettával. A zöld árnyalata a Hulk és a Kermit között van, a Starbucks logó zöldjére hasonlít. A kerámia lünetta színezése merőben más technológia, mint a festett lünetták – úgy égetik bele a kerámiába a festéket magas hőfokon – ez eredményezi a különleges árnyalatot.[57]
- Steve McQueen – 1655-ös referenciaszámú korai Explorer II. Nincs bizonyíték arra, hogy Steve McQueen ilyet viselt volna, ismeretlen okból ragadt rá a név a modellre, Steve McQueen többnyire Submarinert viselt.[57]
- Stella – a Stella számlapokat a Stella számlapgyártó készítette a Rolex Day-Date modelljeihez a hetvenes években. Színes zománc festésűek, jellegzetesek, azonnal felismerhetőek.[57]

### Az aktuális óraszerkezetek
A Rolex által használt összes kaliber a Contrôle officiel suisse des chronomètres (COSC) által hitelesített kronométer.
- Rolex 2231, dátum nélkül (Oyster Perpetualban használt)
- Rolex 3130, dátum nélkül, kék Parachrom hajszálrugóval (Submariner No Date-ben használt)
- Rolex 3132, dátum nélkül, kék Parachrom hajszálrugóval (az Explorer I-ben és az Oyster 39 milliméteresben használt)
- Rolex 3135, dátummal és kék Parachrom hajszálrugóval (a Submariner Date és Sea-Dweller Deepsea modellekben használt)
- Rolex 3235, dátummal és kék Parachrom hajszálrugóval, Chronergy járattal[mj 8] és 70 órás járástartalékkal[mj 9] (a Sea-Dwellerben - Ref. 126600 és Deepsea 126610)
- Rolex 3136, dátummal és kék Parachrom hajszálrugóval (pl. Datejust II-ben használt)
- Rolex 3156, a hét napja, kék Parachrom hajszálrugóval (Day-Date-ben használt)
- Rolex 3186, GMT funkció, kék Parachrom hajszálrugóval (a GMT-Master II 116710LN és BLNR modellekben és a régi Explorer II-ben - Ref. 16570)
- Rolex 3285, GMT funkcióval, kék Parachrom hajszálrugóval és Chronergy járattal, 70 órás járástartalékkal (a GMT-Master II 126710BLRO-ban használt).
- Rolex 3187, GMT funkció, külön állítható kék Parachrom hajszálrugóval és Paraflex ütéselnyelő rendszer (korábban kizárólag az új Explorer II-ben használt kaliber - Ref. 216570)
- Rolex 4130, kronográf funkcióval, dátum nélkül (a Cosmograph Daytonában használatos)
- Rolex 9001, dátummal, éves naptárral, GMT funkcióval (a Sky-Dwellerben használatos)

### A Rolex hírneve
A Rolex órák különleges tulajdonságai mellett a következő tényezők járultak hozzá a márka jelenlegi hírnevéhez:
- A napjainkban elérhető óratípusok közül sok már az 1950-es években is létezett a jelenlegi formájában. Az új modellek vagy új technikai fejlesztések rendkívül ritkák a Rolexnél. A Rolexnél több mint 70 éve a modellfolytonosság a legfontosabb vállalati cél. Ez a szigorú folytonosság az egyik fő oka annak, hogy a Rolex márka olyan népszerű az óragyűjtők körében.[59]
- A Rolex által az órái gyártása során alkalmazott szigorú minőségi előírások az egész iparágban példamutatóak.[60]
- Minden óraszerkezetet a független svájci óraellenőrző szervezet, a Contrôle officiel suisse des chronomètres (COSC) vizsgál be.[58]
- A Rolex órák anyagi megmunkálását, pontosságát, funkcionális megbízhatóságát és hosszú élettartamát világszerte ismerik és elismerik az óragyűjtők.[60]
- A használt órák kereskedelmében a Rolexek (állapotuktól függően) csak csekély mértékben, vagy akár egyáltalán nem veszítenek értékükből. Ez azt jelenti, hogy még a kevésbé keresett Rolex modellek is viszonylag magas használt piaci árat érnek el a magáneladásokban.[61]

### Rolex órák a szürkepiacon
A 2020-as évek eleje óta jelentősen megnőtt a kereslet bizonyos Rolex modellek iránt. Némely modell esetében több év várakozási idővel is kell számolni. Arról, hogy egy adott óratípus kapható-e, minden egyes esetben csak az adott szerződött kereskedő tud információt adni. Bár ezeket az
engedéllyel rendelkező kereskedőket a Rolex SA rendszeresen ellátja, minden Rolex-kereskedő önállóan és
saját felelősségére dönti el, hogy mikor és mennyi Rolex órát ad el ügyfeleinek. A várakozási idő elkerülése érdekében egyes magánvásárlók hamarabb megvásárolják a kívánt modellt a szürke piacon. A szürkepiaci kereskedők kihasználják ezt a keresletet, és a Rolex óráért a tényleges listaárnál lényegesen, 10%-kal magasabb, de bizonyos kiemelten keresett modellek esetében akár dupla árat kérnek. A szürke piacon tevékenykedő kereskedők gyakran külföldön vásárolnak Rolex modelleket, hogy hasznot húzzanak az áfa és az árfolyam-ingadozásokban mutatkozó különbségekből. Egyes szürke piaci kereskedők (nem hivatalosan) koncessziós cégekkel dolgoznak együtt. Ezek a szürke piaci kereskedők például hivatalosan megvásárolnak egy Rolex órát a koncessziós cégtől a listaáron, hogy aztán közvetlenül (viseletlenül és eredeti csomagolásban), jelentősen magasabb szürke piaci áron adják el magánvásárlóknak. A nyereséget nem hivatalosan megosztják a szürkepiaci kereskedő és a hivatalos koncessziós jogosult között. Ennek az az előnye a hivatalos koncessziós jogosult számára, hogy teljesíti az óragyártóval szemben kitűzött értékesítési célokat, és magánprofitra is szert tesz adózatlanul és a hivatalos mérlegen kívül. A szürkepiacot erősíti az a jelenség is, hogy a gyártó inflációkövető áremeléseket hajt végre és a várakozási idő alatt jelentősen megdrágulhat a megrendelt óra, míg bizonyos modelleket a szürkepiacról azonnal – bár drágábban – beszerezve kisebb veszteséget realizálhatunk, mint a hivatalos úton.

### Szponzoráció

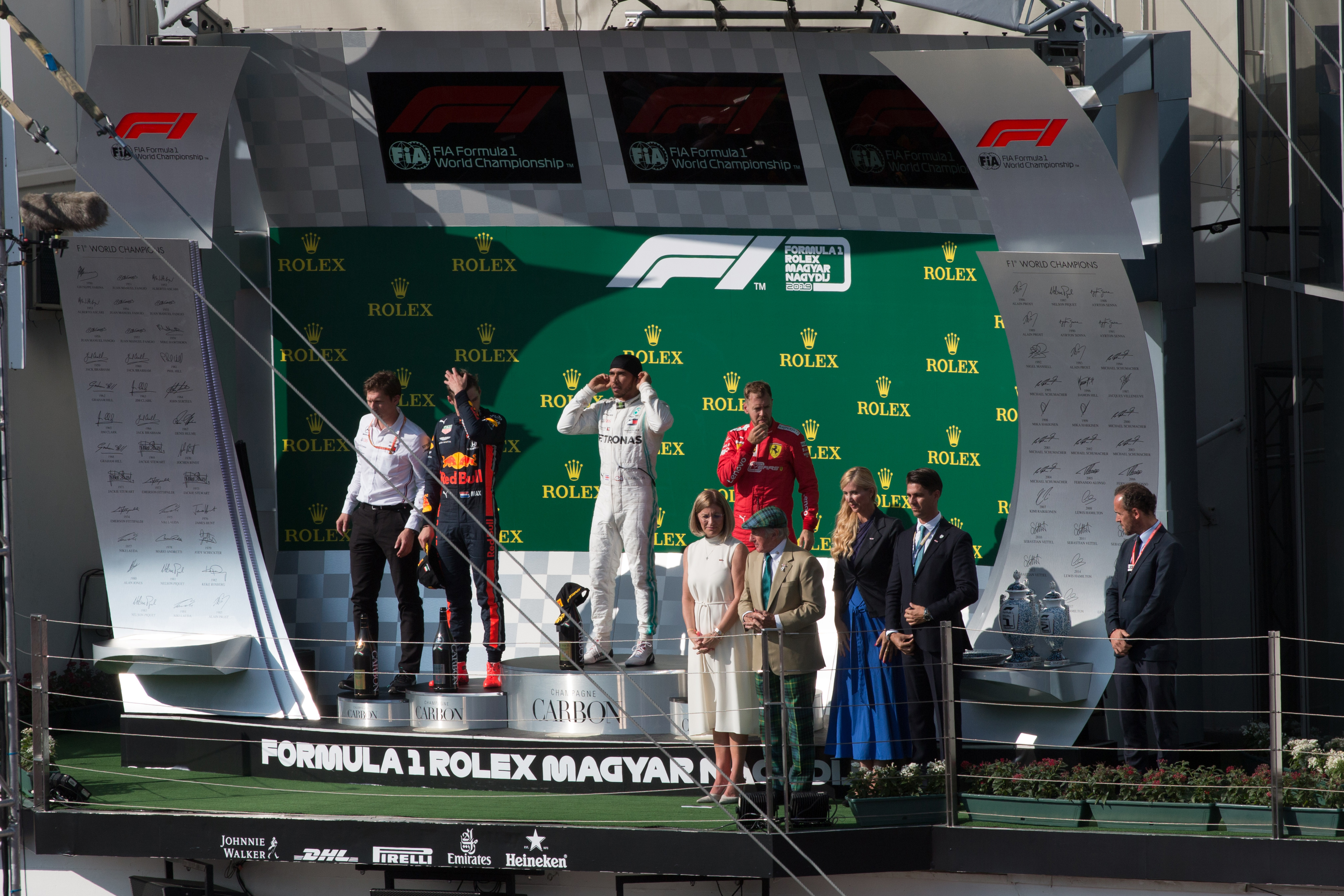
Formula 1 Rolex Magyar Nagydíj 2019 pódium

A Rolex történelmében közel száz éves hagyománya van a szponzorációnak, annak, hogy ismert emberekkel, sportolókkal népszerűsítik karóráikat. Már az 1920-as években támogatták Mercedes Gleitze úszónőt, a harmincas években Sir Malcolm Campbell autóversenyzőt, illetve az ötvenes években Sir Edmund Hillary és Tenzing Norgaj Everest-expedícióját. Nagy hangsúlyt fektettek arra, hogy ismert emberek hordjanak Rolex órákat, az 50 000 -ik legyártott Rolexet – egy Datejustot – Eisenhower elnöknek ajándékozták, aki számtalan fotó, filmfelvétel tanúsága szerint előszeretettel hordta ezt a karórát. A Rolex több tucat jelentős esemény finanszírozásában vesz részt, mint például a Wimbledoni teniszbajnokság, az Oscar-díjátadó, a velencei építészeti biennálé, Formula–1 autóverseny-sorozat, Le Mans-i 24 órás autóverseny részben saját márkájának reklámozásán
keresztül. A Rolex több mint 140 márkanagykövetet is szponzorál, többek között Jackie Stewartot, Roger Federert, Tiger Woodst, Michael Bublét.

### A Bucherer felvásárlása (2023)
2023 augusztusában bejelentették, hogy a Rolex átveszi a világ legnagyobb ékszer- és órakereskedését, a Bucherert, amennyiben a versenyhivatal jóváhagyja. 2023-ban a Bucherer családi vállalkozás nem tudott utódot kinevezni a saját soraiból, mivel Jörg Bucherer igazgatótanácsi elnöknek nincsenek közvetlen leszármazottai. A két vállalat a kezdetek óta szoros partnerségben áll, ezért állapodtak meg a Rolexnek történő eladásról. Az alapítók, Hans Wilsdorf és Carl F. Bucherer 1924-ben alakították ki üzleti kapcsolatukat.

## Rolex hamisítványok
A Rolex valószínűleg a leggyakrabban másolt és hamisított óra a világon.

## Fordítás
- Ez a szócikk részben vagy egészben  a   Rolex című német Wikipédia-szócikk ezen változatának fordításán alapul.  Az eredeti cikk szerkesztőit annak laptörténete sorolja fel. Ez a jelzés csupán a megfogalmazás eredetét és a szerzői jogokat jelzi, nem szolgál a cikkben szereplő információk forrásmegjelöléseként.